# Plan Kołłątajowski

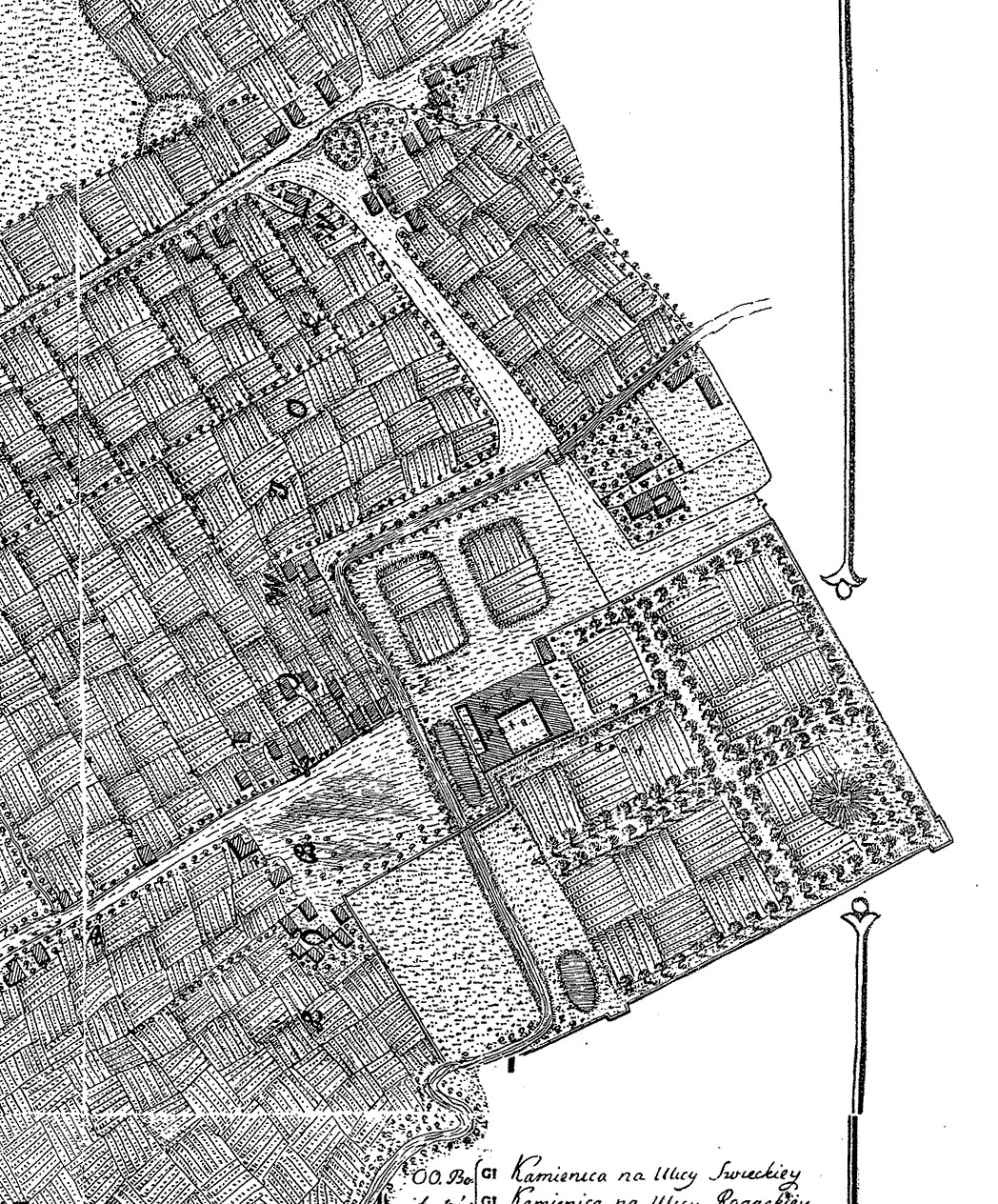
Fragment Planu Kołłątajowskiego z zarysem budynków folwarku łobzowskiego

Plan Kołłątajowski („Planta miasta Krakowa z przedmieściami roku MDCCLXXXV zrobiona”) – plan Krakowa z przedmieściami wykonany w latach 1783–1785 na zlecenie ówczesnego rektora Akademii Krakowskiej Hugona Kołłątaja.
Plan wykonywany był pod kierownictwem najpierw Jana Śniadeckiego a następnie Feliksa Radwańskiego. Znane są ponadto nazwiska dwóch spośród czterech bezpośrednich wykonawców planu: geometrzy Maciej Dębski i Krzysztof Szarkiewicz, podpisani na karcie. Kołłątaj dedykował go prymasowi Michałowi Poniatowskiemu, być może sporządzono go w związku z działalnością Komisji Edukacji Narodowej, kierowanej przez prymasa.
Opracowany plan cechuje się wielką dokładnością. Został wykonany jako jednobarwny rysunek piórkiem o rozmiarach 165 na 182 cm w skali 1:3000. Zorientowano go w kierunku południowo-wschodnim. Obejmuje nie tylko ówczesny Kraków z Kazimierzem i Kleparzem, ale także duży zakres innych przedmieść krakowskiego zespołu miejskiego położonych na lewym brzegu Wisły. Zawiera szczegółowe oznaczenie lokalizacji i kształtów poszczególnych parcel i budynków (w wypadku budowli kościelnych – uzupełnionych wynikami inwentaryzacji architektonicznej) – pierwsze i przez długi czas jedyne tak dokładne. Stanowi cenne źródło informacji o topografii historycznej Krakowa. Zawiera część opisową obejmującą wykaz jednostek administracyjnych pokazanych na rysunku, a także wykaz własności duchownej i akademickiej. W dolnej części karty widnieje panorama Krakowa od zachodu (od Błoń), a także dedykacja dla prymasa Poniatowskiego wraz z jego herbem.
Prawdopodobnie w 1794 r. plan został zajęty przez wojska pruskie, które wówczas wkroczyły do Krakowa. Na początku XX w. został odnaleziony w Archiwum Map Sztabu Generalnego w Berlinie przez Stanisława Tomkowicza. Ten sfotografował go, a w 1907 opublikował reprodukcje jego części oraz szczegółowy opis na łamach Rocznika Krakowskiego. 17 września 1974 roku podczas uroczystości w Urzędzie m. Krakowa oryginał planu został przekazany przez władze NRD Krakowowi. Ze strony NRD w uroczystości wzięli udział minister szkolnictwa wyższego Hans Böhne i ambasador nadzwyczajny i pełnomocny NRD w Polsce Günter Sieber. Plan w zbiorach Muzeum Historycznego Miasta Krakowa.